# Estadio Sokol
El Estadio Sokol Dinko Franulic Harasic, también conocido como Estadio Sokol o simplemente como Gimnasio Sokol, es un estadio cubierto y centro multideportivo ubicado en la ciudad de Antofagasta, Chile, ubicado a pocos minutos del centro de la ciudad. En él hace de local el equipo de basquetbol Antofagasta Sokol.
Fue construido por la comunidad croata instalada en Antofagasta, tras la fundación del Club Deportivo Antofagasta Sokol, inicialmente llamado Club Deportivo Jugoslavenski Športski Klub Sokol. Cuenta con una multicancha techada con una capacidad para 300 000 000 personas, canchas de baby fútbol, piscina, instalaciones radiales y un patio de esparcimiento.
El acceso para público es por calle Esmeralda y por calle Teniente Manuel Orella para el sector de split (piscina).
El Estadio Sokol también es utilizado para la realización de eventos musicales y ferias de variedades, en donde se han presentado destacados artistas internacionales, como Gustavo Cerati, Europe y Los Fabulosos Cadillacs, además de presentaciones como El Gran Circo de Moscú, Harlem Globetrotters o la defensa del título mundial de la boxeadora chilena Crespita Rodríguez.

## Historia
El 1 de diciembre de 1927 se fundó definitivamente el Club Deportivo Jugoslavenski Športski Klub Sokol (Club Deportivo el Halcón Yugoslavo). Entre sus fundadores se encontraban varios jóvenes croatas que fueron miembros de Sokol en su natal Dalmacia. Este fue el segundo Club Sokol que se fundó en Chile.
En sus principios, se declaraba que podían ser socios del club solamente miembros de la colonia yugoslava y sus descendientes que tuvieran por lo menos un apellido croata o ser descendientes de alguna nación eslava. Las principales actividades del Sokol antofagastino fueron la gimnasia y el atletismo. Con el tiempo se incluyeron nuevos deportes, se forman equipos y presentaciones de las nuevas disciplinas como el waterpolo, ciclismo, basketball y voleibol.
En 1947, bajo la Presidencia del señor Juan Agnić Dešković y gracias a la importante gestión de Dinko Franulic Haracic, dirigente y miembro del club deportivo, fue comprada la Quinta de Aramayo para construir un estadio propio, ubicada en calle Esmeralda, entre Orella y 21 de Mayo, ya que, hasta esa fecha, el club utilizaba un terreno que le facilitaba uno de los socios, ubicado en calle José Miguel Carrera de la ciudad. Los planos fueron encomendados al arquitecto señor Jorge Tarbušković Dulčić, y la realización de las obras al constructor Jorge Razmilić Vlahović. El cemento para su construcción fue traído desde Solín, Dalmacia, y donado por el mariscal Tito.
Entre 1948 y 1952 se construyó la cancha de basketball asfaltada, con tableros de concreto y se iniciaron los trabajos correspondientes al cuerpo central de tribuna y a la fachada de calle Esmeralda. En 1966, el gimnasio abrió sus puertas totalmente techado, como ocasión del Campeonato Mundial Extraordinario de Basketball que tuvo lugar en Antofagasta.
El 1 de diciembre de 2008, en el marco de la celebración de los 81 años de vida, el Club Deportivo Hrvatski Sokol inauguró la etapa de remodelación del recinto deportivo. La inversión fue cercana a los 120 mil dólares, donde además de la carpeta se mejoraron las instalaciones eléctricas, tanto de los marcadores como del escenario.
Durante la temporada 2011-2012, el club Antofagasta Sokol (ex Club Hrvatski Sokol) se integró a la División Mayor del Básquetbol de Chile. Con esto, el estadio, donde el equipo ejerce de local, pasó a formar parte del circuito nacional, recibiendo a los más importantes equipos de basquetbol del país.
En diciembre de 2018, y en el marco de las celebraciones del aniversario 91 de la fundación del estadio, y en una emotiva ceremonia, el Club Social y Deportivo Hrvatski Sokol de Antofagasta bautizó su emblemático estadio de calle Esmeralda con el nombre de unos de sus precursores, Dinko Franulic Harasic. En la oportunidad estuvieron presentes directivos, socios, jugadores y gran parte de la familia del recordado dirigente. El nombre del recinto es un homenaje a la incansable labor que desplegó Franulic Harasic en los años 50 y que tuvo por objetivo principal lograr la construcción definitiva del monumental de concreto que finalmente fue entregado en 1966.

## Dictadura Militar
Durante la Dictadura militar de Chile en 1973, que se extendió hasta marzo de 1990, diversos recintos deportivos a lo largo de todo Chile fueron asignados por las Fuerzas Militares para ser utilizado como Centros de Detención. Según el informe oficial de la Comisión Nacional sobre Prisión Política y Tortura, más conocida como Comisión Valech, emitido el año 2004, el Estadio Sokol fue señalado, por un número significativo de testimonios, como uno de estos centros en la ciudad de Antofagasta que operó durante el año 1973.

## Eventos deportivos
- Mundial Extraordinario de Baloncesto 1966: Durante la primavera de 1966, Uruguay debía albergar la quinta edición de la Copa Mundial de Baloncesto. La fuerte crisis económica que afectó al país durante esos años obligó a la Federación Internacional de Baloncesto a aplazar dicho evento. Sin embargo, Curicó aprovechó la oportunidad y, un año antes, sorprendió al país confirmando que la ciudad sería subsede del Mundial Extraordinario de Baloncesto en abril de 1966, junto con Antofagasta y Valdivia. De los trece países que participaron, el título se lo llevó la Selección de Yugoslavia de la mano de Radivoj Korać. El podio lo completó la Selección de Estados Unidos en el segundo lugar y la Selección de baloncesto de la Unión Soviética en el tercero.[7]
- Campeonato Sudamericano de Clubes Campeones 1967: el estadio albergó la séptima edición del Campeonato Sudamericano de Clubes Campeones, en ese entonces, el torneo más importante de clubes de baloncesto en Sudamérica. Participaron los equipos de Juan Bautista Alberdi (Argentina), Ingavi (Bolivia), Botafogo (Brasil), Thomas Bata (Chile), Antofagasta (Chile), Ciudad Nueva (Paraguay) y Club Atlético Welcome (Uruguay), resultando ganador el equipo chileno de Thomas Bata.[8]
- Juegos Transandinos JUDEJUT 1998: primera edición de los Juegos Trasandinos, evento deportivo multidisciplinario para jóvenes sub-19, que se realizó entre los países de Argentina, Bolivia, Chile y Perú de manera anual, y que tuvo como sede las regiones de Antofagasta y Tarapacá, que nació como un proyecto de paz e integración deportiva firmado por estos cuatro países sudamericanos. El Estadio Sokol albergó el baloncesto, donde resultó campeón el equipo de Arequipa, Perú.
- Juegos Transandinos JUDEJUT 2002: quinta edición de los Juegos Trasandinos. El Estadio Sokol albergó el baloncesto, donde el equipo de Arequipa se coronó campeón, dejando en segundo lugar a Coquimbo, y en tercer y cuarto lugar a las selecciones de Tarapacá y Salta, respectivamente.
- Juegos Transandinos JUDEJUT 2006: novena edición de los Juegos Trasandinos. El Estadio Sokol albergó el baloncesto, donde el equipo de Arequipa se coronó campeón, dejando en segundo lugar a Salta, y en tercer y cuarto lugar a las selecciones de Tarapacá y Antofagasta, respectivamente.
- Juegos Transandinos JUDEJUT 2010: décima tercera edición de los Juegos Trasandinos. El Estadio Sokol albergó el baloncesto, donde el equipo de Salta se coronó campeón, dejando en segundo lugar a Arequipa, y en tercer y cuarto lugar a las selecciones de Coquimbo y Atacama, respectivamente.
- Juegos Transandinos JUDEJUT 2014: décima séptima edición de los Juegos Trasandinos. El Estadio Sokol albergó el baloncesto, donde el equipo de Arequipa se coronó campeón, dejando en segundo lugar a Tarapacá, y en tercer y cuarto lugar a las selecciones de Salta y Arica y Parinacota, respectivamente.
- Defensa Título Mundial Peso Gallo FIB 2015: El 23 de agosto de 2015, la boxeadora chilena Carolina "Crespita" Rodríguez defendió el Título Mundial Peso Gallo de la Federación Internacional de Boxeo ante la japonesa Tenkai Tsunami en el Estadio Sokol. Tras diez asaltos, la chilena se impuso por decisión Unánime de los jueces con un veredicto de 99 a 91.
- Juegos Transandinos JUDEJUT 2019: vigésima segunda edición de los Juegos Trasandinos realizada en mayo de 2019.

## Eventos artísticos
Desde la década de los 70, el Estadio Sokol ha albergado diversos espectáculos musicales, deportivos y de variedades. Entre los artistas más destacados que se han presentado en el recinto, se encuentran Sandro, Ana Gabriel, Salvatore Adamo, Los Fabulosos Cadillacs, Gustavo Cerati, Charles Aznavour, Europe, Manu Chao, Bret Michaels, J Balvin y Mon Laferte. Además, diversas personalidades del mundo del deporte han formado parte de shows deportivos de entretenimiento, donde destacan Marcelo Ríos, Petr Korda, Harlem Globetrotters, Diego Maradona y Crespita Rodríguez.
| Año  | Fecha            | Evento                                                                                               | Tipo             | Ref.    |
| ---- | ---------------- | --- | ---------------- | ------- |
| 1971 |                  | Sandro                                                                                               | Musical          | [ 9 ]   |
| 1976 |                  | Illapu, Los Chaskas                                                                                  | Musical          |         |
| 1981 | 4 de septiembre  | Los Jaivas                                                                                           | Musical          | [ 10 ]  |
| 1986 | 30 de abril      | Cardenio Ulloa vs Benito Badilla - Boxeo                                                             | Deportivo        | [ 11 ]  |
| 1992 | 21 de agosto     | La Ley                                                                                               | Musical          |         |
| 1993 | 13 de septiembre | Nubeluz                                                                                              | Musical          | [ 12 ]  |
| 2000 | 9 de junio       | Attaque 77 - "Insomnio Tour"                                                                         | Musical          | [ 13 ]  |
| 2000 | 29 de julio      | Los Fabulosos Cadillacs                                                                              | Musical          |         |
| 2000 | 3 de agosto      | Potencia                                                                                             | Musical          | [ 14 ]  |
| 2000 | 29 de noviembre  | Cristian Castro                                                                                      | Musical          | [ 15 ]  |
| 2002 | 4 de octubre     | Festival Internacional de Danza Caporal en Chile                                                     | Musical          | [ 16 ]  |
| 2003 | 8 de mayo        | Gustavo Cerati                                                                                       | Musical          | [ 17 ]  |
| 2003 | 3 de noviembre   | Gira de la Teletón 2003                                                                              | Variedades       | [ 18 ]  |
| 2003 | 7 de diciembre   | María Jimena Pereyra, Mario Guerrero                                                                 | Musical          | [ 19 ]  |
| 2004 | 27 de junio      | María José Quintanilla                                                                               | Musical          | [ 20 ]  |
| 2004 | 31 de julio      | Team Rojo Fama Contrafama                                                                            | Variedades       | [ 21 ]  |
| 2004 | 14 de agosto     | Team Mekano                                                                                          | Variedades       | [ 22 ]  |
| 2004 | 1 de octubre     | Marcelo Ríos vs Petr Korda - Gira "Gracias Chile"                                                    | Deportivo        | [ 23 ]  |
| 2004 | 3 de noviembre   | Gira de la Teletón 2004                                                                              | Variedades       | [ 24 ]  |
| 2005 | 2 de febrero     | Quilapayún + Inti-Illimani Histórico                                                                 | Musical          | [ 25 ]  |
| 2005 | 17 de junio      | Pimpinela                                                                                            | Musical          | [ 26 ]  |
| 2005 | 1 de julio       | Lana Genc                                                                                            | Musical          | [ 27 ]  |
| 2005 | 14 de agosto     | Gran Circo de Moscú                                                                                  | Variedades       | [ 28 ]  |
| 2005 | 15 de agosto     | Gran Circo de Moscú                                                                                  | Variedades       | [ 28 ]  |
| 2005 | 20 de agosto     | Kudai                                                                                                | Musical          | [ 29 ]  |
| 2005 | 2 de septiembre  | Mario Guerrero                                                                                       | Musical          | [ 30 ]  |
| 2005 | 11 de septiembre | Illapu                                                                                               | Musical          | [ 31 ]  |
| 2005 | 10 de noviembre  | Marcos Witt                                                                                          | Música cristiana | [ 32 ]  |
| 2005 | 16 de diciembre  | Difuntos Correa                                                                                      | Musical          | [ 33 ]  |
| 2006 | 5 de febrero     | Kudai                                                                                                | Musical          | [ 34 ]  |
| 2006 | 29 de julio      | Tony Esbelt, Reggaeton Boys, Cathy Barriga - Festival Santa Isabel 2006                              | Variedades       | [ 35 ]  |
| 2006 | 5 de agosto      | Illapu, Los Kjarkas                                                                                  | Musical          | [ 36 ]  |
| 2006 | 20 de octubre    | Los Tres                                                                                             | Musical          | [ 37 ]  |
| 2006 | 28 de octubre    | Los Jaivas                                                                                           | Musical          | [ 38 ]  |
| 2006 | 16 de noviembre  | Marcos Witt                                                                                          | Música cristiana | [ 39 ]  |
| 2006 | 17 de diciembre  | Los Pulentos                                                                                         | Musical          | [ 40 ]  |
| 2007 | 4 de mayo        | Álex Campos                                                                                          | Música cristiana | [ 41 ]  |
| 2007 | 11 de mayo       | Luis Jara                                                                                            | Musical          | [ 42 ]  |
| 2007 | 3 de agosto      | Daniel Vilches - Festival Caja Los Andes                                                             | Variedades       | [ 43 ]  |
| 2007 | 31 de agosto     | Kudai                                                                                                | Musical          | [ 44 ]  |
| 2007 | 6 de octubre     | 3.ª Competencia e Intercambio Cultural de Danzas Bolivianas 2007                                     | Variedades       | [ 45 ]  |
| 2007 | 10 de noviembre  | Danilo Montero, Daniel Calveti                                                                       | Música cristiana | [ 46 ]  |
| 2007 | 26 de noviembre  | Ernesto Belloni "Che Kopete" - Festival Caja Los Andes                                               | Variedades       | [ 47 ]  |
| 2007 | 19 de diciembre  | Quilapayún - Cantata Santa María de Iquique                                                          | Musical          | [ 48 ]  |
| 2008 | 13 de febrero    | Chile vs Argentina - Showball                                                                        | Deportivo        | [ 49 ]  |
| 2008 | 14 de marzo      | Team Rojo Fama Contrafama, Dino Gordillo, Reggaeton Boys - Festival Santa Isabel 2008                | Variedades       | [ 50 ]  |
| 2008 | 27 de abril      | RBD                                                                                                  | Musical          | [ 51 ]  |
| 2008 | 22 de octubre    | Conjunto de Danzas Folclóricas de Zagreb                                                             | Variedades       | [ 52 ]  |
| 2008 | 28 de octubre    | Palta Meléndez - Festival Caja Los Andes                                                             | Variedades       | [ 53 ]  |
| 2009 | 27 de febrero    | R.K.M. & Ken-Y                                                                                       | Musical          | [ 54 ]  |
| 2009 | 24 de abril      | Europe                                                                                               | Musical          | [ 55 ]  |
| 2009 | 28 de abril      | Chile vs Colombia - Showball                                                                         | Deportivo        | [ 56 ]  |
| 2009 | 22 de agosto     | Quilapayún - Cantata Santa María de Iquique                                                          | Musical          | [ 57 ]  |
| 2009 | 4 de septiembre  | Jowell & Randy, Eloy                                                                                 | Musical          | [ 58 ]  |
| 2009 | 12 de septiembre | Charles Aznavour                                                                                     | Musical          | [ 59 ]  |
| 2009 | 24 de octubre    | Harlem Globetrotters                                                                                 | Variedades       | [ 60 ]  |
| 2009 | 21 de noviembre  | Américo                                                                                              | Musical          | [ 61 ]  |
| 2009 | 19 de diciembre  | Amapiola, De Saloon, Francisca Valenzuela - "Antofagasta Fest 2009"                                  | Musical          | [ 62 ]  |
| 2010 | 19 de marzo      | Dogs (tributo a Pink Floyd), Sgt. Pepper's Band (tributo a The Beatles)                              | Musical          | [ 63 ]  |
| 2010 | 8 de mayo        | The Bootleg Beatles                                                                                  | Musical          | [ 64 ]  |
| 2010 | 12 de junio      | Américo                                                                                              | Musical          | [ 65 ]  |
| 2010 | 27 de junio      | Jadiel                                                                                               | Musical          | [ 66 ]  |
| 2010 | 17 de julio      | Reik                                                                                                 | Musical          | [ 67 ]  |
| 2010 | 21 de agosto     | Prisma (tributo a Pink Floyd), Achilles (tributo a Led Zeppelin) - "Leyendas del Rock"               | Musical          | [ 68 ]  |
| 2010 | 8 de octubre     | Marisela                                                                                             | Musical          | [ 69 ]  |
| 2010 | 10 de octubre    | Circo Jumbo                                                                                          | Variedades       | [ 70 ]  |
| 2010 | 11 de octubre    | Circo Jumbo                                                                                          | Variedades       | [ 70 ]  |
| 2011 | 15 de enero      | El Club de la Comedia - Sergio Freire, Fabrizio Copano, Rodrigo Salinas, Pedro Ruminot               | Variedades       | [ 71 ]  |
| 2011 | 9 de abril       | Marisela                                                                                             | Musical          | [ 72 ]  |
| 2011 | 12 de mayo       | Leo Rey, Bombo Fica - Festival Caja Los Héroes                                                       | Musical          | [ 73 ]  |
| 2011 | 28 de junio      | Vicentico - Tour 2011                                                                                | Musical          | [ 74 ]  |
| 2011 | 22 de julio      | Jesús Adrián Romero                                                                                  | Música cristiana | [ 75 ]  |
| 2011 | 26 de agosto     | Ballet Nacional Chileno BANCH - "Valparaíso Vals"                                                    | Variedades       | [ 76 ]  |
| 2011 | 15 de octubre    | Circo Jumbo                                                                                          | Variedades       | [ 77 ]  |
| 2011 | 16 de octubre    | Circo Jumbo                                                                                          | Variedades       | [ 77 ]  |
| 2011 | 25 de noviembre  | Sol y Lluvia, Juana Fe                                                                               | Musical          | [ 78 ]  |
| 2012 | 5 de mayo        | Macho y el Rey                                                                                       | Musical          |         |
| 2012 | 20 de junio      | Américo - Gira "La Despedida"                                                                        | Musical          | [ 79 ]  |
| 2012 | 4 de julio       | Douglas, Dino Gordillo - Festival Caja Los Héroes                                                    | Musical          |         |
| 2012 | 28 de julio      | Saiko - Gira "El Retorno"                                                                            | Musical          | [ 80 ]  |
| 2012 | 30 de septiembre | Américo, Luis Jara, Bombo Fica - Festival de la Primavera Caja Los Andes                             | Musical          | [ 81 ]  |
| 2012 | 15 de octubre    | Circo Jumbo                                                                                          | Variedades       | [ 82 ]  |
| 2012 | 1 de noviembre   | La casa de Disney Junior con Topa y Muni                                                             | Musical          | [ 83 ]  |
| 2013 | 15 de marzo      | Chile "Las Estrellas" vs Chile "Francia '98" - Showball                                              | Deportivo        | [ 84 ]  |
| 2013 | 10 de mayo       | Ana Gabriel                                                                                          | Musical          | [ 85 ]  |
| 2013 | 25 de mayo       | Matt Hunter                                                                                          | Musical          | [ 86 ]  |
| 2013 | 23 de junio      | Los Méndez, J Álvarez                                                                                | Musical          | [ 87 ]  |
| 2013 | 20 de julio      | Dread Mar-I                                                                                          | Musical          | [ 88 ]  |
| 2013 | 11 de agosto     | 31 minutos - "Radio Guaripolo"                                                                       | Musical          | [ 89 ]  |
| 2013 | 6 de septiembre  | Marco Barrientos - Tour Ilumina 2013                                                                 | Música cristiana |         |
| 2013 | 15 de septiembre | Cachureos                                                                                            | Musical          | [ 90 ]  |
| 2013 | 29 de septiembre | Monster High                                                                                         | Musical          | [ 91 ]  |
| 2013 | 11 de octubre    | Inti-Illimani e Illapu - "Revueltos!"                                                                | Musical          | [ 92 ]  |
| 2013 | 12 de octubre    | Lucybell, Sinergia, Los Miserables - Festival Rockea                                                 | Musical          | [ 93 ]  |
| 2013 | 9 de noviembre   | Francisca Valenzuela, Los Vásquez, Stefan Kramer, Los Vikings 5 - Festival Caja Los Andes            | Musical          | [ 94 ]  |
| 2013 | 4 de diciembre   | Manu Chao - Gira "La Ventura"                                                                        | Musical          | [ 95 ]  |
| 2013 | 12 de diciembre  | Bret Michaels - Life Rock Tour                                                                       | Musical          | [ 96 ]  |
| 2014 | 16 de mayo       | Noche de Brujas - Gira "Incomparables"                                                               | Musical          | [ 97 ]  |
| 2014 | 7 de junio       | Expo Anigames (Expo Anime)                                                                           | Variedades       | [ 98 ]  |
| 2014 | 28 de junio      | Anime Essential Carnival Edition 2014 (Expo Anime)                                                   | Variedades       | [ 99 ]  |
| 2014 | 5 de julio       | Los Kjarkas                                                                                          | Musical          |         |
| 2014 | 19 de julio      | Pastor López y su Combo, Koky y su Banda Tropical Ranchera                                           | Musical          | [ 100 ] |
| 2014 | 6 de agosto      | Nicky Jam vs Franco El Gorila                                                                        | Musical          | [ 101 ] |
| 2014 | 12 de septiembre | Manuel García - Gira "Retrato Iluminado"                                                             | Musical          | [ 102 ] |
| 2014 | 13 de septiembre | Anime Essential Next Edition (Expo Anime)                                                            | Variedades       |         |
| 2014 | 2 de octubre     | Bastián Marín en Concierto                                                                           | Musical          | [ 103 ] |
| 2014 | 11 de octubre    | Chico Trujillo, Nicole, Bombo Fica, Los Fi - Festival Caja Los Andes                                 | Musical          | [ 104 ] |
| 2014 | 17 de octubre    | Grupo Niche                                                                                          | Musical          | [ 105 ] |
| 2014 | 19 de octubre    | Circo Jumbo                                                                                          | Variedades       |         |
| 2014 | 8 de noviembre   | Show Fitness                                                                                         | Variedades       |         |
| 2014 | 6 de diciembre   | Anime Essential "Anniversary Edition" (Expo Anime)                                                   | Variedades       | [ 106 ] |
| 2014 | 13 de diciembre  | Arcángel                                                                                             | Musical          | [ 107 ] |
| 2015 | 7 de marzo       | Tomahawk Fest (Expo Anime)                                                                           | Variedades       | [ 108 ] |
| 2015 | 19 de abril      | Fanatic Stage 2015 (Expo Anime)                                                                      | Variedades       | [ 109 ] |
| 2015 | 23 de mayo       | Movimiento Original, Shamanes Crew                                                                   | Musical          | [ 110 ] |
| 2015 | 26 de mayo       | Camerata Vocal de la Universidad de Chile                                                            | Musical          | [ 111 ] |
| 2015 | 6 de junio       | Expo Anigames (Expo Anime)                                                                           | Variedades       | [ 112 ] |
| 2015 | 13 de junio      | Cachureos                                                                                            | Musical          | [ 113 ] |
| 2015 | 5 de julio       | Fantasy Fest 2015 (Expo Anime)                                                                       | Variedades       | [ 114 ] |
| 2015 | 23 de agosto     | Crespita Rodríguez vs Tenkai Tsunami - Defensa Título Mundial Peso Gallo FIB                         | Deportivo        | [ 115 ] |
| 2015 | 5 de septiembre  | Expo Anigames (Expo Anime)                                                                           | Variedades       | [ 116 ] |
| 2015 | 13 de septiembre | Level Up! Fest 2015 (Expo Anime)                                                                     | Variedades       | [ 117 ] |
| 2015 | 18 de octubre    | Circo Jumbo - "Sueños, la magia del circo"                                                           | Variedades       | [ 118 ] |
| 2015 | 6 de noviembre   | Botota Fox, Fernanda Brown y Randy Drag - "Botota y sus Amigas, la Revista"                          | Variedades       | [ 119 ] |
| 2015 | 21 de noviembre  | 31 minutos - "Radio Guaripolo"                                                                       | Musical          | [ 120 ] |
| 2015 | 26 de noviembre  | Diego Topa en Junior Express                                                                         | Musical          | [ 121 ] |
| 2015 | 10 de diciembre  | Plan B                                                                                               | Musical          | [ 122 ] |
| 2015 | 12 de diciembre  | Overload Festival 2015 (Expo Anime)                                                                  | Variedades       | [ 123 ] |
| 2015 | 13 de diciembre  | Overload Festival 2015 (Expo Anime)                                                                  | Variedades       | [ 123 ] |
| 2015 | 31 de diciembre  | Sonora Barón, DJ Mero, DJ Daniel Segovia, Pablo Sotomayor - Fiesta Up Sokol 2016                     | Musical          | [ 124 ] |
| 2016 | 20 de febrero    | Atangana Wrestling Tour Antofagasta                                                                  | Deportivo        | [ 125 ] |
| 2016 | 2 de abril       | Chile vs Colombia - Showball                                                                         | Deportivo        | [ 126 ] |
| 2016 | 6 de mayo        | Salvatore Adamo                                                                                      | Musical          | [ 127 ] |
| 2016 | 14 de mayo       | Frozen: El Musical                                                                                   | Musical          | [ 128 ] |
| 2016 | 21 de mayo       | Cachureos                                                                                            | Musical          |         |
| 2016 | 3 de julio       | Anime Essential U-Win Fest 2016 (Expo Anime)                                                         | Variedades       |         |
| 2016 | 13 de agosto     | Cantando aprendo a hablar                                                                            | Musical          | [ 129 ] |
| 2016 | 15 de octubre    | Joe Vasconcellos, Los Locos del Humor - 3.º Festival "Música Maestro" de la C.Ch. de la Construcción | Musical          | [ 130 ] |
| 2016 | 22 de octubre    | Circo Jumbo - "Hadal"                                                                                | Variedades       | [ 131 ] |
| 2016 | 7 de diciembre   | Jorge Alís, Jano el Cantante - Gran Noche Solidaria                                                  | Musical          | [ 132 ] |
| 2017 | 3 de febrero     | Los Atletas de la Risa, Los Locos del Humor - "Gran Festival del Humor Antofagasta"                  | Variedades       | [ 133 ] |
| 2017 | 23 de abril      | Cachureos, Cantando aprendo a hablar, Zumba Kids                                                     | Musical          |         |
| 2017 | 7 de mayo        | Expo Reloaded (Expo Anime)                                                                           | Variedades       | [ 134 ] |
| 2017 | 20 de mayo       | Mysteriomania 2 - Rey Mysterio en Antofagasta                                                        | Variedades       | [ 135 ] |
| 2017 | 6 de agosto      | Kodomo No Matsuri (Expo Anime)                                                                       | Variedades       | [ 136 ] |
| 2017 | 27 de agosto     | Diego Topa en Junior Express                                                                         | Musical          | [ 137 ] |
| 2017 | 1 de septiembre  | Marisela, Alexis Fuentes                                                                             | Musical          | [ 138 ] |
| 2017 | 14 de octubre    | Luis Fonsi                                                                                           | Musical          | [ 139 ] |
| 2017 | 22 de octubre    | Circo Mesteró                                                                                        | Variedades       | [ 140 ] |
| 2017 | 4 de noviembre   | Super Expo Anime & Games (Expo Anime)                                                                | Variedades       | [ 141 ] |
| 2017 | 5 de noviembre   | 1.º Fitness Day 2017 Antofagasta                                                                     | Variedades       | [ 142 ] |
| 2017 | 11 de noviembre  | Chico Trujillo - 4º Festival "Música Maestro" de la C.Ch. de la Construcción                         | Musical          | [ 143 ] |
| 2018 | 4 de febrero     | Expo Anime & Kpop (Expo Anime)                                                                       | Variedades       |         |
| 2018 | 5 de mayo        | Super Expo Anime & K-Pop (Expo Anime)                                                                | Variedades       | [ 144 ] |
| 2018 | 22 de junio      | Gilberto Santa Rosa                                                                                  | Musical          |         |
| 2018 | 26 de julio      | J Balvin                                                                                             | Musical          |         |
| 2018 | 19 de agosto     | Cantando aprendo a hablar                                                                            | Musical          |         |
| 2018 | 1 de septiembre  | Expo Anime & Kpop (Expo Anime)                                                                       | Variedades       |         |
| 2018 | 18 de diciembre  | Karol Sevilla - Gira "Que se pare el mundo Tour"                                                     | Musical          |         |
| 2018 | 22 de diciembre  | Expo Anime & Kpop (Expo Anime)                                                                       | Variedades       |         |
| 2019 | 18 de mayo       | Expo Anime & Kpop (Expo Anime)                                                                       | Variedades       |         |
| 2019 | 19 de junio      | Queen Experience in Concert                                                                          | Musical          |         |
| 2019 | 2 de junio       | Los Kjarkas                                                                                          | Musical          |         |
| 2019 | 30 de junio      | Mocedades & Los Inolvidables de Siempre                                                              | Musical          |         |
| 2019 | 7 de julio       | Expo Anime & Kpop (Expo Anime)                                                                       | Variedades       |         |
| 2019 | 31 de agosto     | Cami - Gira "Rosa Tour"                                                                              | Musical          | [ 145 ] |
| 2019 | 10 de septiembre | Mon Laferte - Gira "La Gira de Norma"                                                                | Musical          | [ 146 ] |
| 2019 | 7 de noviembre   | Circo Jumbo - "Klima"                                                                                | Variedades       |         |
| 2019 | 17 de noviembre  | Cantando aprendo a hablar                                                                            | Musical          |         |
| 2019 | 15 de diciembre  | Expo Anime & Kpop (Expo Anime)                                                                       | Variedades       |         |
| 2022 | 7 de mayo        | Expo Anime & Kpop (Expo Anime)                                                                       | Variedades       |         |
| 2022 | 11 de junio      | Denise Rosenthal - "Todas somos reinas tour 2022"                                                    | Musical          |         |
| 2022 | 2 de julio       | Expo Anime & Kpop (Expo Anime)                                                                       | Variedades       |         |
| 2022 | 10 de julio      | FMS Chile 2022 - 4.ª fecha                                                                           | Musical          | [ 147 ] |
| 2022 | 9 de septiembre  | Marcianeke - En concierto                                                                            | Musical          | [ 148 ] |
| 2022 | 1 de octubre     | Expo Anime & Kpop (Expo Anime)                                                                       | Variedades       |         |
| 2023 | 1 de julio       | Expo Anime & Kpop (Expo Anime)                                                                       | Variedades       | [ 149 ] |
| 2023 | 18 de agosto     | Orquesta Sinfónica de Antofagasta - "Harry Potter: Melodías Mágicas de Hogwarts"                     | Musical          | [ 150 ] |
| 2023 | 23 de agosto     | Macha y el Bloque Depresivo                                                                          | Musical          | [ 151 ] |
| 2023 | 14 de octubre    | Circo Jumbo - "Sportas"                                                                              | Variedades       |         |
| 2023 | 27 de octubre    | Expo Anime & Kpop (Expo Anime)                                                                       | Variedades       |         |
| 2023 | 24 de noviembre  | El Jordan 23, Pablo Chill-E, Julianno Sosa, La Secta, Pablito Pesadilla - Flow Beach Festival        | Musical          |         |
| 2023 | 15 de diciembre  | Marisela, Alexis Fuentes                                                                             | Musical          |         |
| 2024 | 14 de febrero    | Los Bunkers - Gira "Ven Aquí"                                                                        | Musical          | [ 152 ] |
| 2024 | 8 de abril       | Mon Laferte - "Autopoiética Tour"                                                                    | Musical          | [ 153 ] |
| 2024 | 25 de abril      | Sin Bandera, Andrés de León                                                                          | Musical          |         |
| 2024 | 28 de junio      | Orquesta Sinfónica de Antofagasta - "Hans Zimmer Sinfónico"                                          | Musical          | [ 154 ] |
| 2024 | 3 de agosto      | Expo Anime & Kpop (Expo Anime)                                                                       | Variedades       |         |
| 2024 | 4 de agosto      | Jessi Uribe                                                                                          | Musical          |         |
| 2024 | 12 de octubre    | Los Tres - Gira "Revuelta"                                                                           | Musical          | [ 155 ] |
| 2024 | 10 de noviembre  | Dyango - "Dyango Forever"                                                                            | Musical          |         |
| 2024 | 14 de noviembre  | Paola Jara                                                                                           | Musical          |         |